# Gemeinnützige Gesellschaft der Franziskanerinnen zu Olpe
Die Gemeinnützige Gesellschaft der Franziskanerinnen zu Olpe mbH (GFO) ist Träger von Einrichtungen im Sozial- und Gesundheitswesen an rund 130 Standorten in Nordrhein-Westfalen und dem nördlichen Rheinland-Pfalz.

## Unternehmen
Die GFO besteht seit dem Jahr 1902. Sie wurde von der Ordensgründerin der Ordenskongregation der Franziskanerinnen von der ewigen Anbetung zu Olpe, Mutter Maria Theresia Bonzel, gegründet. Seit 1995 überlässt der Orden die Führung der Geschäfte einer weltlichen Geschäftsführung. Der Sitz der GFO befindet sich in Olpe, seit 2012 im Mutterhaus der Olper Franziskanerinnen. Die GFO beschäftigt Stand März 2025 rund 17.500 Mitarbeiter.
Mit mehr als 100 Einrichtungen sind sie ein gemeinnütziger und regionaler Verbund in Nordrhein-Westfalen und dem nördlichen Rheinland-Pfalz. Dazu gehören Krankenhäuser, Medizinische Versorgungszentren, Pflegeeinrichtungen, Hospize und Palliativversorgung, Kindergärten, Erziehungshilfen, Gymnasium und Realschule sowie Schulen für Gesundheitsberufe etc.